# Verbannte
Verbannte (englischer Originaltitel: Exiles) ist ein Theaterstück von James Joyce, das am 25. Mai 1918 in London im Druck erschien. Es wurde 1919 am Münchner Schauspielhaus uraufgeführt.

## Handlung
Der Schriftsteller Richard Rowan kehrt nach mehreren Jahren von Rom zurück nach Dublin. Dort muss er feststellen, dass seine Frau Bertha mit seinem Jugendfreund, dem Journalisten Robert Hand, in intimer Korrespondenz steht. Zudem entspinnt sich noch ein weiteres Dreiecksverhältnis zwischen Rowan, Hand und dessen Cousine Beatrice. 
Das Eifersuchtsdrama ist autobiographisch gefärbt: Joyce und dessen Lebensgefährtin Nora Barnacle lebten 1912, in der Zeit in der das Stück angesiedelt ist, unverheiratet in Triest; die Figur Robert Hand ist an Joyce’ Freund Oliver St. John Gogarty angelehnt. Zudem sind Parallelen zwischen dem Stück und Joyce’ Erzählung Die Toten aus seinem Zyklus Dubliner und ein großer Einfluss von Henrik Ibsens Dramen zu finden.

## Aufführungen
Das Stück wurde von William Butler Yeats und dem irischen Nationaltheater Abbey Theatre abgelehnt. 
Die Uraufführung fand unter dem deutschen Titel Verbannte am 7. August 1919 am Münchner Schauspielhaus in der Regie von Erwin von Busse statt. Die Übersetzung stammte von Hannah von Mettal. In der Aufführung waren Wilhelm Dieterle als Richard Rowan, Carla Holm als Berta Rowan und Franz Scharwenka als Robert Hand zu sehen.
Die englischsprachige Erstaufführung folgte erst am 19. Februar 1925 in New York. 1970 inszenierte Harold Pinter das Stück am Londoner Mermaid Theatre.
2014 wurde das Stück unter seinem englischen Titel Exiles abermals an den Münchner Kammerspiele, dem Ort seiner Uraufführung inszeniert. Regie führte Luk Perceval, auf der Bühne waren Stephan Bissmeier, Sylvana Krappatsch, Marie Jung und Kristof Van Boven zu sehen.